# João Gilberto de Moura
João Gilberto de Moura (Ituiutaba, 21 de novembro de 1963) é um prelado brasileiro da Igreja Católica, atual bispo de Lins.

## Biografia
Frequentou o curso de Filosofia no Seminário Maior de Maria Imaculada em Araxá, Diocese de Patos (1990-1991) e o curso de Teologia no Seminário Maior de Maria Imaculada em Brodowsky, na Arquidiocese de Ribeirão Preto (1992-1995).
Foi ordenado presbítero a 10 de dezembro de 1995. Desempenhou as funções de Vigário Paroquial da Catedral de São José (1996), Reitor do Seminário menor diocesano Santo Cura d'Ars (1996), assistente eclesiástico do movimento "Serra" (1996-1999), coordenador diocesano da Pastoral Vocacional (1996-1997), representante dos presbíteros (1997-2003), pároco da paróquia de Cristo Rei de Centralina (1997-2002), coordenador diocesano da Pastoral infantil (1999-2002) e coordenador regional da Pastoral Infantil - Sector Ituiutaba (2004-2007), vigário judicial da Câmara Eclesiástica (2000-2002), chanceler diocesano (2002-2006), pároco da paróquia de São Francisco de Assis em Ituiutaba (2002-2008), vigário-geral (2006-2007) e administrador diocesano (2007). A 3 de junho de 2008 foi nomeado Prelado de Honra de Sua Santidade. Até à data da nomeação episcopal foi pároco da catedral de São José, vigário judicial da Câmara Eclesiástica de Ituiutaba, procurador, ecónomo e vigário-geral da diocese de Ituiutaba. Foi também membro do conselho presbiteral e do colégio de consultores e assistente eclesiástico do Instituto Secular Maria, Mãe da Igreja.
Foi nomeado bispo de Jardim pelo Papa Francisco a 3 de julho de 2013, e recebeu a sagração episcopal das mãos de D. Francisco Carlos da Silva, Bispo de Ituiutaba, em 6 de setembro de 2013. Tomou posse da Diocese de Jardim em 29 de setembro de 2013.
Em 30 de outubro de 2024, foi nomeado pelo Papa Francisco Bispo da Diocese de Lins.